# SS City of Rome
SS City of Rome – brytyjski statek pasażerski z II połowy XIX wieku, transatlantyk.

## Historia
Statek został zwodowany 14 czerwca 1881 roku w stoczni Barrow Shipbuilding Co. w Barrow-in-Furness, na zamówienie Inman Line. Zbudowana z żelaza jednostka miała kliprowy dziób, trzy kominy i cztery maszty z ożaglowaniem. Napędzany jedną śrubą statek osiągał prędkość 16 węzłów. Początkowo zabierał 1331 pasażerów, w tym 271 w kabinach I klasy, 250 – II klasy i 810 w klasie ekonomicznej.
Pierwszy transatlantycki rejs odbył 13 października 1881 roku, na trasie z Liverpoolu do Nowego Jorku. Po odbyciu pięciu rejsów, w 1882 roku jednostka została zakupiona przez Anchor Line. W 1891 roku statek przebudowano i od tej pory posiadał 71 miejsc I klasy, 250 – II klasy i 1000 w klasie ekonomicznej. Po remoncie pływał na trasie z Glasgow przez Moville do Nowego Jorku. We wrześniu 1898 roku na pokładzie statku przewieziono z Portsmouth do Santanderu 1690 hiszpańskich żołnierzy, jeńców wojny amerykańsko-hiszpańskiej.
Jednostka została złomowana w Niemczech w 1902 roku.